# كوان غوميز
كوان غوميز (بالإنجليزية: Quan Gomes)‏ هو لاعب كرة قدم هندي في مركز الوسط، ولد في 5 يناير 1996 في Majorda ‏ في الهند.